# Дзвінковий провулок
Дзвінко́вий провулок — зниклий провулок, що існував у Подільському районі міста Києва, місцевість Пріорка. Пролягав від проспекту «Правди».

## Історія
Провулок виник в 1-й половині ХХ століття під назвою Безіменний. Назву Звонковий провулок отримав 1958 року, пізніше назву було уточнено на Дзвінковий (Дзвонковий). 
Ліквідований у зв'язку зі зміною забудови в 1-й половині 1980-х років.